# Trianonska mirovna pogodba
Trianonska mirovna pogodba je bila sklenjena po koncu I. svetovne vojne med antantnimi silami in njihovimi zaveznicami na eni strani in Madžarsko, kot naslednico Avstro-Ogrske, oz. ogrskega dela nekdanje monarhije, na drugi strani.  Madžarska je izgubila več kot dve tretjini ozemlja, ki je bilo pred koncem vojne še ogrsko ter približno dve tretjini prebivalcev Ogrske, od tega cca. 3,3 milijona ljudi, ki so se šteli za Madžare. Z mirovno pogodbo so največ ozemlja po razpadli Avstro-Ogrski pridobile Romunija, Češkoslovaška in Kraljevina Srbov, Hrvatov in Slovencev. Trianonska mirovna pogodba je bila podpisana 4. junija 1920 v palači Grand Trianon, v Versaju (Versailles), pri Parizu, v Franciji. Eno od glavnih določil pogodbe je omejilo število vojakov na 35.000. S to pogodbo so bila Ogrski odvzeta naslednja ozemlja:
- Slovaška in Podkarpatska Rutenija sta pripadla Češkoslovaški,
- Gradiščansko je pripadlo Avstriji,
- ⅔ Slovenske krajine (Prekmurje), Slavonija in Banat so pripadli Kraljevini SHS,
- Transilvanija je pripadla Romuniji.